# Наполеон-газ
«Наполеон-газ» (рос. Наполеон-газ) — радянський німий чорно-білий фантастичний агітфільм 1925 року, поставлений режисером Семеном Тимошенком.

## Сюжет
Американський інженер Ганнімер працює над отриманням нових засобів хімічної війни. Військове міністерство провіщає йому «наполеонівську» кар'єру. Ескадрилья літаків, озброєних небувалим за силою дії газом Ганнімера, летить на Ленінград. Американські робітники намагаються протидіяти своїм хазяям — вони сповіщають ленінградців про небезпеку, що насувається. Тим часом повітряна атака на Ленінград вже почалася. Нальоти ворожих літаків приносять місту багато лиха. Десантні частини супротивника захоплюють найближчі передмістя Ленінграда. Проте Червоній Армії разом з робітничими дружинами вдається організувати оборону міста і відбити напад ворога.
Усі ці події виявляються лише сном дівчини-комсомолки, що приїхала в село агітувати за Авіахім.

## У ролях
| • Євген Бороніхін   | … | Ганнімер, інженер-хімік      |
| • Іона Таланов      | … | військовий міністр           |
| • Роман Рубінштейн  | … | Джим Дуган, король аніліну   |
| • Ольга Спірова     | … | Ірма Грант, льотчиця         |
| • Надія Фрідлянд    | … | Беатриса Грант               |
| • Петро Подвальний  | … | главный инженер              |
| • Олена Чайка       | … | Наталія Іванівна, інструктор |
| • С. Галич          | … | Герберт Белл, робітник       |
| • В. Ланде          | … | Еллі Форстет, робітниця      |
| • Петро Кузнецов    | … | архієпископ                  |
| • П. Шидловський    | … | воєнком оборони Ленінграда   |
| • Костянтин Гібшман |   |                              |
| • Яків Гудкін       |   |                              |

## Знімальна група
- Автор сценарію — Семен Тимошенко
- Режисер-постановник — Семен Тимошенко
- Оператор — Святослав Бєляєв
- Помічник режисера — Герберт Раппопорт